# Švédsko na Letních olympijských hrách 1896
Švédsko na Letních olympijských hrách v roce 1896 v řeckých Athénách reprezentoval pouze jeden sportovec, který útočil na medaile v atletice a gymnastice.